# Хардинг, Мэри Эстер
Мэри Эстер Хардинг (1888—1971) — психолог, писательница, первый значительный юнгианский психоаналитик в Соединенных Штатах. Имя Мэри Эстер Хардинг внесено в инсталляцию Этаж наследия (крыло 38).

## Личная жизнь
Мэри Эстер Хардинг родилась в Шропшире, Англия, и была четвёртой из шести дочерей хирурга-стоматолога Уильяма Хардинга. За месяц до её рождения родители потеряли сына в возрасте пяти с половиной лет. Эстер утверждала, что то, что она была девочкой, было горьким разочарованием для её родителей.
Она любила читать и до одиннадцати лет обучалась на дому. Родители поощряли детей учиться. Трое из них учились в университетах в первые два десятилетия XX века.

## Карьера

### Медицинская подготовка
Хардинг закончила Лондонскую медицинскую школу для женщин в 1914 году, в её классе было девять учениц. Проходила стажировку в Королевском лазарете в Лондоне. В 1919 году она была первой получательницей исследовательской стипендии Уильяма Гибсона для женщин-врачей, присуждаемой Королевским медицинским обществом .
Её первая книга —" Нарушение кровообращения при дифтерии". При финансовой помощи отца она открыла частную практику в Лондоне. Проявляла большой интерес к кардиологии, но позже увлеклась психиатрией, прочитав работу Карла Густава Юнга Психология бессознательного . После прочтения этой работы Хардинг переехать в Швейцарию в 1922 году, чтобы учиться у Юнга. 
В 1923 году Хардинг и Х. Г. Бэйнс организовали конференцию, состоявшуюся в Ползите, Корнуолл, где Юнг ежедневно читал лекции в деревенском зале примерно 30 студентам. Она описала эту и две другие конференции в докладе, представленном Первому Международному конгрессу аналитической психологии (Цюрих, август 1958 года).

### Психоаналитик
Находясь в Цюрихе, Хардинг установила близкие отношения с Элеонорой Бертин, которая приехала туда в 1919 году вместе с Кристиной Манн после посещения Международной конференции женщин-врачей. В 1924 году Хардинг и Бертина переехали в Нью-Йорк. Хардинг развила обширную практику психоаналитика, став одним из главных представителей учения Юнга. Она много писала, в основном на английском, но также и на немецком языке.

### Ранний феминистский психоанализ
Книги «Путь всех женщин» (1933) и «Женские тайны» (1935) были новаторскими работами в области психологии с феминистской точки зрения.
В этих книгах исследовались, с юнгианской точки зрения, такие темы, как:
- работа
- брак
- материнство
- старость
- женские отношения.

Во введении к книге «Пути всех женщин» Юнг писал:

Опираясь на свой богатый психотерапевтический опыт, доктор Хардинг нарисовала картину женской психики, которая по масштабу и тщательности намного превосходит предыдущие работы в этой области».

### Юнгианское сообщество
М. Эстер Хардинг имела большое влияние в сообществе юнгианской аналитической психологии Нью-Йорка. Хардинг написала много известных книг, в том числе: «Психическая энергия», «Женские тайны», «Родительский образ» и «Я, и не я», а также многочисленные статьи на самые разные темы, от депрессии до религии.
Хардинг помогла основать многие юнгианские организации.

### Смерть
Хардинг умерла во сне 4 мая 1971 года в отеле лондонского аэропорта. Она возвращалась в Нью-Йорк из Греции через дом своей сестры в Шрусбери. Её пережила старшая сестра Олив Элвин, урождённая Хардинг, которая изучала математику в Кембриджском университете в 1900-х годах и была замужем за внуком Уильяма Стивена Джейкоба.